# هانس نوبرگ
هانس نوبرگ (انگلیسی: Hans Neuerburg; ۲ نوامبر ۱۹۳۲ – ۲۰۰۴) بازیکن فوتبال اهل آلمان بود.
وی همچنین در تیم ملی فوتبال زارلند بازی کرده‌است.